# Ramon d'Ortafà
Ramon d'Ortafà (Rosselló, segle xv) fou un noble català.
Serví Alfons el Magnànim a la Conquesta del Regne de Nàpols i el 1446 tenia forces a la República de Gènova, quan aquesta era aliada del Magnànim. En 1451 Skanderbeg va fer aliança amb el Magnànim, reconeixent seva la sobirania, Bernat Vaquer ocupà el castell de Croia, i el Magnànim nomenà Ramon d'Ortafà virrei d'Albània el 1452, nomenant castlà de Croia Pere Escuder en lloc de Jordi Castriota, reconstruint i millorant les malmeses defenses de la ciutat, i el 1454 fou nomenat virrei d'Albània, de Grècia i d'Eslavònia, i fou batuda moneda catalana a Croia. El país es mantindria sota influència catalana fins al 1467, any en què els otomans l'ocuparien totalment.